# Britisch-Israel-Theorie
Die Britisch-Israel-Theorie des amerikanischen Werbetexters und Laientheologen Herbert W. Armstrong (1892–1986) war eine wesentliche Grundlage der von ihm gegründeten christlichen Sondergemeinschaft „Weltweite Kirche Gottes“. Es handelt sich um eine Variante des Anglo-Israelismus, nach dem die Briten und andere nordwesteuropäische Völker von den zehn verlorenen Stämmen Israels abstammen. 

## Begründung der Lehre
Bei der Herleitung des Dogmas kam Armstrong seine sprachliche Neigung als Werbetexter entgegen. Unter anderem bezog er sich auf die Weissagung Jakobs an seinen Sohn Dan in (1 Mos 49,17 ): „Dan wird eine Schlange werden auf dem Wege und eine Otter auf dem Steige.“ Dies verstand er so, dass der Stamm Dan seinen Namen auf seiner Wanderung hinterlassen würde. Geographischen Namen wie den Flüssen Dnjepr, Donau und Don folgte Armstrong auf der Landkarte bis nach Dänemark (in der Landessprache Danmark) und über die Nordsee weiter nach Großbritannien.
Dass gerade die Briten von dem einstmals erwählten Volk der Bibel abstammten, leitete Armstrong zusätzlich durch ein Wortspiel her: Das hebräische Wort b'rit heißt Bund, das Wort ish (oder isch) Mensch, zusammen b'rit-ish. Ein ähnliches Wortspiel nahm er mit der Verheißung Gottes an Abraham vor, die Nachkommen Isaaks zu segnen (Gen 21,12 ): „Isaaks Söhne“ heißt auf Englisch Isaac’s sons. Wenn man das I am Anfang wegließ, klang das wie Saxons, also (Angel-)Sachsen.
Auch einen Zeitpunkt für diese Segnung hatte Armstrong berechnet: Da er zuvor einer Splittergruppe der Adventisten angehört hatte, hatte er gelernt, dass „Tage“ in Prophezeiungen der Bibel oft „Jahre“ von je 360 Tagen bedeuten. Im 3. Buch Mose (Levitikus) hatte Gott für wiederholten Rückfall in Götzendienst angekündigt, das Volk verschleppen zu lassen und: „Wenn ihr mir aber auch dann noch nicht gehorcht, so will ich euch noch weiter strafen, siebenfältig“ (Lev 26,18 ). Armstrong verstand das „siebenfältig“ als „7 Jahre“, also 2.520 Tage, und rechnete vom Jahr 718 v. Chr. an 2520 Jahre. In der Tat hatten unter anderem die USA und Großbritannien kurz nach 1800 so viel Reichtum, Größe und Macht erlangt wie kein Weltreich zuvor in der Geschichte.

## Symbol
Besondere Bedeutung hatte für Armstrong der sagenumwobene britische Krönungsstein Stein von Scone im Schloss Edinburgh Castle in Schottland, der sich von 1296 bis 1996 unter dem Krönungsthron der englischen Könige in Westminster Abbey in London befand. Nach Armstrong soll es sich um einen Rest des Throns des israelitischen Königs David handeln, nach anderen Legenden um den Stein, auf dem der Kopf des biblischen Jakob ruhte, als er von der Himmelsleiter träumte (Gen 28,10-22 ).

## Lehrmäßige Folgerungen
Die Britisch-Israel-Theorie war die Kernlehre der fundamentalistischen Glaubensgemeinschaft „Weltweite Kirche Gottes“, die Armstrong 1934 gründete und der er bis zu seinem Tod 1986 als „Pastor General“ vorstand. 
Aus der Identifikation mit dem alten Israel schloss Armstrong – anders als der „Mainstream“ des Anglo-Israelismus – konsequent, dass auch der größte Teil der alttestamentlichen Gesetze aus dem Pentateuch (fünf Bücher Mose) für die Gläubigen gilt. 
So schaffte er Weihnachten und Ostern ab und setzte eine Reihe der jüdischen Feste wieder ein, die nach der Bibel von Gott selbst eingesetzt worden waren: Passah, Pfingsten, den Versöhnungstag und das mehrtägige Laubhüttenfest im Herbst.
Außerdem lehrte er die biblischen Speisevorschriften, nach denen unter anderem der Genuss von Schweinefleisch, Kaninchen und Meeresfrüchten (außer Fisch) untersagt war, und verbot seinen Anhängern „Mischehen“ mit Partnern nicht-nordischer Herkunft.

## Geschichte
Armstrongs Gemeinschaft fand auch im deutschsprachigen Raum Anhänger. 1988 hatte sie weltweit 126.800 Mitglieder und rund 150.000 Gottesdienstbesucher. Nach Armstrongs Tod 1986 entwickelte sie sich allmählich zu einer evangelischen Freikirche. Dabei verlor sie jedoch rund die Hälfte ihrer Mitglieder unter anderem an neu gegründete Bewegungen, die Armstrongs Lehren weiter vertraten. 
Armstrongs Schriften wurden Anfang 1993 endgültig aus dem Verkehr gezogen, und am 13. Juli 1995 verwarf die „Weltweite Kirche Gottes“ seine „Britisch-Israel-Theorie“ öffentlich, auch weil sie Rassismus und Antisemitismus Vorschub leistete: In den Vereinigten Staaten war der Anglo-Israelismus von extremistischen Gruppen wie dem Ku-Klux-Klan aufgenommen worden und mündete in die Christian-Identity-Bewegung.
Mit der Abkehr von der Britisch-Israel-Theorie waren jedoch nicht alle Mitglieder einverstanden. Sie traten aus der Kirche aus und gründeten im Frühjahr 1995 in Indianapolis die Vereinte Kirche Gottes.